# Хаджох (станция)
Хаджо́х (адыг. Хьэджыкъ) — тупиковая железнодорожная станция Краснодарского региона Северо-Кавказской железной дороги, расположена в посёлке Каменномостском, Майкопского района, Адыгеи.

## Описание
Хаджох является популярным туристическим центром (экотуризм). В этом районе расположен ряд археологических памятников, известные на всей территории бывшего СССР «Водопады Руфабго», уникальное «Ущелье Мишоко», заброшенный карьер по добыче известняка (один из самых огромных карьеров в мире. Высота карьера 400 метров, по масштабам его превосходит лишь Гранд каньон в США), озеро Красное, самый большой дольмен на территории Адыгеи «Хаджох-1» и музей «Стоянка первобытного человека».
История
Изначально в проекте эта ветка строилась, чтобы разгрузить огромное движение на ветке «Белореченская — Туапсе» и сократить время в пути к Сочи. Дорога должна была пройти через плато «Лаго — Наки», «Государственный Кавказский Заповедник» и выйти к городу Дагомыс. Но, когда дорогу довели до станции «Хаджох», вскоре началась Великая Отечественная война, проект был остановлен, после войны продолжать строительство не стали, позднее к этому проекту не раз возвращались, но экологи заповедника запретили стройку. В конце 40-х годов в Хаджохе вовсю начал работать карьер по добыче известняка. Дорога была доведена к карьеру и использовалась для перевозки грузов в глубь страны.

## Пассажирское движение по станции

### Пригородное сообщение
По состоянию на август 2021 года пригородное сообщение по станции отсутствует.

### Дальнее сообщение
По состоянию на ноябрь 2023 года дальнее следование поездов по станции отсутствует. Нерегулярно курсирует туристический поезд «К горам и термам» сообщением «Ростов — Краснодар — Хаджох»

### Изменения в пассажирском сообщении по станции
- 26 октября 2015 года — отменено пригородное пассажирское сообщение по маршруту «Хаджох — Белореченская — Хаджох».